# Fasciolidae
|  | Dieser Artikel wurde aufgrund von formalen oder inhaltlichen Mängeln in der Qualitätssicherung Biologie zur Verbesserung eingetragen. Dies geschieht, um die Qualität der Biologie-Artikel auf ein akzeptables Niveau zu bringen. Bitte hilf mit, diesen Artikel zu verbessern! Artikel, die nicht signifikant verbessert werden, können gegebenenfalls gelöscht werden. Lies dazu auch die näheren Informationen in den Mindestanforderungen an Biologie-Artikel. |

Die Fasciolidae sind eine Familie aus der Klasse der Saugwürmer (Trematoda) und umfasst fünf Gattungen. Sie werden durch Metacercarien auf der Oberfläche besonders von Wasser- und Sumpfpflanzen übertragen. Zwischenwirte sind vor allem Schlammschnecken.

## Merkmale
Fasciolidae sind große, dorsoventral abgeflachte, gewöhnlich relativ dünne, gelegentlich auch dicke, robuste Plattwürmer. Sie sind oft blattförmig jedoch variabel in der Gestalt. Das Vorderende, der Kopfzapfen (Apikalkonus) ist durch eine schulterartige Verbreiterung vom Körper abgesetzt. Das Integument kann mit Stacheln bewehrt sein. Der Mundsaugnapf und der Bauchsaugnapf liegen gewöhnlich dicht beieinander.

## Innere Systematik
- Fasciola
  - Großer Leberegel (Fasciola hepatica), Erreger der Fasziolose, auch beim Menschen (Zwischenwirt: Lymnaea truncatula bzw. Galba truncatula)
  - Riesenleberegel (Fasciola gigantica), Erreger der tropischen Fasziolose, auch beim Menschen (Zwischenwirt: Lymnaea natalensis)
  - Fasciola jacksoni
- Fascioloides
  - Fascioloides magna (Bassi, 1857) beim Wapiti und Hirsch, in Europa eingeschleppt (Zwischenwirt: Lymnaea columella)
- Fasciolopsis
  - Riesendarmegel (Fasciolopsis buski), Erreger der Fasciolopsiasis beim Menschen
- Parafasciolopsis
  - Parafasciolopsis fasciolaemorpha Ejsmont, 1932, beim Elch (Zwischenwirt: Planorbarius corneus)
- Protofasciola
  - Protofasciola robusta

## Quelle
- Olson, P.D., Cribb, T.H., Tkach, V.V., Bray, R.A., Littlewood, D.T.J., 2003. Phylogeny and classification of the Digenea (Platyhelminthes: Trematoda). In: International Journal for Parasitology 33, 733-755.